# Vic Mensa
Victor Kwesi Mensah (Chicago, 6 de junho de 1993), conhecido profissionalmente como Vic Mensa, é um rapper, cantor, compositor e ativista norte-americano. Mensa era membro do grupo Kids These Days, que se separou em maio de 2013, após o qual ele lançou sua mixtape solo de estreia Innanetape.
Mensa também é fundador do coletivo de hip-hop Savemoney, que inclui o colaborador frequente Chance the Rapper. Ele também é o fundador da SavemoneySavelife, cuja missão é usar a arte e o entretenimento para promover mudanças sustentáveis, e financia três programas em Chicago, centrados na saúde e nas artes. O single de estreia da Mensa "Down on My Luck " foi lançado em junho de 2014 pela Virgin EMI. Seu primeiro álbum de estúdio, The Autobiography, foi lançado em julho de 2017. 

## Vida e Carreira

### 1993–2012: Início da carreira
Victor Kwesi Mensah nasceu em 6 de junho de 1993. Seu pai é de Gana e sua mãe é uma americana branca. Mensa cresceu no bairro de Hyde Park, em Chicago. Ele estudou na Whitney M. Young Magnet High School e, quando era calouro, conheceu o Chancelor Bennett de passagem (Bennett seria mais tarde conhecido como Chance the Rapper).
Mensa começou sua carreira quando formou uma banda chamada Kids These Days em 2009. A banda eventualmente lançaria dois projetos, uma peça estendida intitulada Hard Times em 2011, e uma mixtape intitulada Traphouse Rock em 2012.

### 2013–2014:Innanetapee XXL Freshman Class
Após a separação da banda em maio de 2013, Mensa se apresentou com o vocalista do Gorillaz, Damon Albarn, na apresentação de 2014 do Albarn no Governors Ball Music Festival, onde cantou a faixa "Clint Eastwood", substituindo MC Del the Funky Homosapien. Ao anunciar uma turnê para 2015, Mensa disse que tinha planos de colaborar com Albarn em algum momento no futuro próximo.
Em 18 de setembro de 2013, foi anunciado que Mensa se juntaria a J. Cole e Wale na turnê What Dreams May Come Tour. Mensa acabaria por lançar sua mixtape de estreia, Innanetape, que foi lançada em 30 de setembro de 2013.
Após o final da Turnê What Dreams May Come, ele viajou pela Europa com Danny Brown, no início de 21 de fevereiro de 2014 e terminando em 8 de março. Para coroar sua ascensão ao estrelato, Mensa foi escolhido para estar no capa da XXL para o Freshman Class de 2014. O single de estreia de Mensa, "Down on My Luck", foi atendido por rádios contemporâneas urbanas no Reino Unido em 12 de maio de 2014. No mesmo dia, o videoclipe de a música foi lançada. "Down on My Luck" foi então lançado para download digital nos mercados internacionais em 6 de junho de 2014, pela Virgin EMI Records.

### 2015–2017:Alot Going OneThe Autobiography

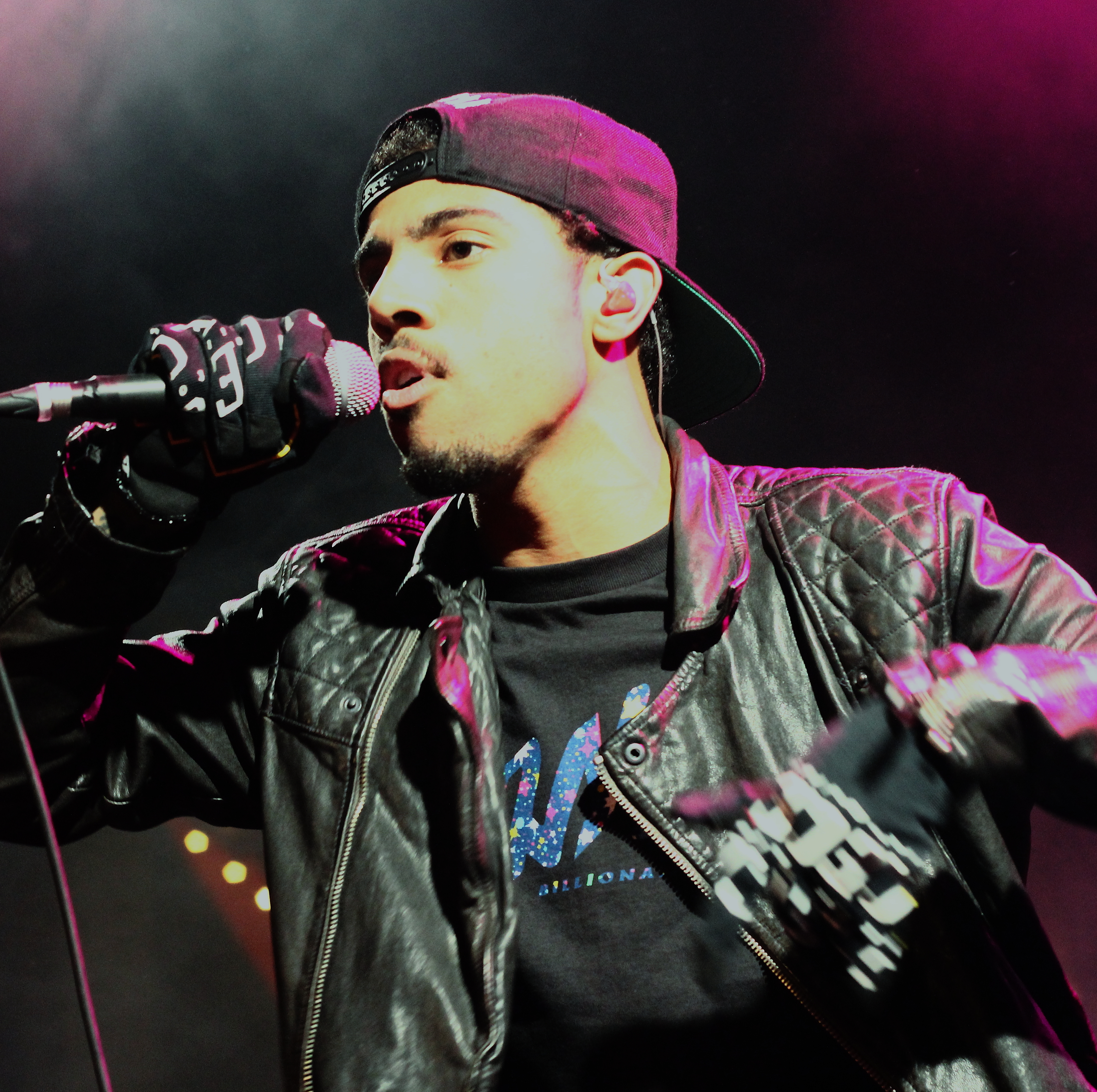
Mensa performando em 2014

Em 12 de fevereiro de 2015, Kanye West estreou uma música, intitulada "Wolves" em seu showcase Adidas Originals. A música apresentava o próprio Mensa, junto com Sia. Mensa mais tarde cantou "Wolves" ao lado de West e Sia na celebração do 40º aniversário do Saturday Night Live três dias depois. Mensa posteriormente lançaria uma colaboração oficial com Kanye West, intitulada "U Mad" em 10 de abril. Onze dias depois, Roc Nation anunciou que Vic havia assinado com sua gravadora, e um vídeo da assinatura da Mensa o negócio ao lado de Jay-Z nos bastidores de sua On the Run Tourem Chicago foi lançado no Tidal. Mais tarde, em 2015, Mensa recebeu uma indicação de Melhor Canção de Rap no 58º Grammy Awards como compositora por co-escrever o single "All Day" de Kanye West.
Em 8 de fevereiro de 2016, foi anunciado que Mensa, junto com Travis Scott e iLoveMakonnen, farão parte da campanha "WANGSQUAD" de Alexander Wang. Antes do lançamento do primeiro álbum de estúdio de Mensa, ele lançou sua terceira peça estendida, The Manuscript, em 8 de junho de 2017. Três dias depois, Mensa anunciou e revelou o título de seu primeiro álbum de estúdio intitulado The Autobiography. Mensa lançaria o primeiro single intitulado, "Wings" com Pharrell Williams e Saul Williams em 13 de julho. The Autobiography foi lançado em 28 de julho de 2017, através da Roc Nation. O álbum contou com participações especiais de Weezer, Syd, The-Dream, Chief Keef, Joey Purp, Pharrell Williams, Saul Williams, Ty Dolla Sign e Pusha T. O álbum estreou no número 27 na parada Billboard 200 dos Estados Unidos, com vendas na primeira semana de 15.000 cópias na primeira semana.

### 2018–presente:Hooligans,93PunxeV Tape
Mensa mais tarde lançou sua quarta peça estendida intitulada, Hooligans em 14 de dezembro de 2018. A peça estendida foi apoiada pelos singles: "Reverse" com G-Eazy e "Dark Things". Em janeiro de 2019, Mensa formou uma banda de punk rock e rap chamada 93Punx. Mais tarde, eles lançaram um cover da música "Zombie" do The Cranberries. 93Punx mais tarde lançou seu single de estreia, "Camp America", apresentando crianças em gaiolas em um vídeo inspirado no ICE. Os singles "3 Years Sober" com Travis Barker e "It's a Bad Dream" com Good Charlotte foram seguidos e lançados em julho e agosto de 2019, respectivamente. Seu álbum homônimo foi lançado em 23 de agosto de 2019. 
Mensa voltou em agosto de 2020 com seu primeiro single do ano, "No More Teardrops", apresentando Malik Yusef e Wyatt Waddell, uma canção que aborda a brutalidade policial, o crime de rua, a corrupção e o sistema prisional. A canção aparecerá no próximo álbum de compilação do Roc Nation, Reprise. Mensa lançaria mais tarde sua quinta peça estendida, V Tape, em 21 de agosto de 2020, que apresenta Snoh Alaegra, SAINt JHN, BJ Chicago Kid, Peter Cottontale e Eryn Allen Kane. Em 15 de outubro de 2021, colaborou com a cantora cubana-americana Lauren Jauregui, na emocionante e reconfortante faixa "Scattered".

## Controvérsias
Em outubro de 2018, como parte de seu BET Hip Hop Awards Cypher, Mensa criticou o falecido rapper XXXTentacion, referindo-se às suas acusações de violência doméstica. Posteriormente, ele recebeu reação nas redes sociais, bem como de outros artistas. Mensa mais tarde se desculpou no Instagram dizendo:
"Recentemente, eu fiz um freestyle para o BET [Hip Hop] Awards abordando e condenando rappers que abusam descaradamente de mulheres e aqueles que as defendem e até mesmo as chamam de lendas. Eu defendo essas declarações. Foi pré-gravado semanas atrás , e não tinha ideia de que uma mãe enlutada estaria na plateia para homenagear seu filho perdido. Nunca tive a intenção de desrespeitá-la, e ofereço minhas mais profundas condolências por sua perda nas mãos da violência armada. No entanto, rejeito veementemente a tendência no Hip Hop de defender os abusadores, e eu não vou segurar minha língua sobre isso. Eu não dou a mínima em chamar atenção. Eu me preocupo em conscientizar e responsabilizar as pessoas por suas ações".

## Discografia
Álbuns de estúdio
- The Autobiography (2017)

Álbuns colaborativos
- 93Punx (com 93Punx) (2019)

## Prêmios e indicações
| Ano  | Premiação           | Categoria                   | Trabalho indicado           | Resultado |
| ---- | ------------------- | --------------------------- | --------------------------- | --------- |
| 2015 | MTV U Woodie Awards | Melhor Vídeo Woodie         | "Down on My Luck"           | Indicado  |
| 2016 | Grammy Awards       | Melhor Canção Rap           | "All Day" (como compositor) | Indicado  |
| 2018 | NAACP Image Awards  | Novo Artista Extraordinário | Ele mesmo                   | Indicado  |